# Клемон Мињон
Клемон Мињон (фр. Clément Mignon; Екс ан Прованс, 21. јануар 1993) француски је пливач чија ужа специјалност су трке слободним стилом углавном на дистанцама од 100 метара. 

## Спортска каријера
Мињон је успешно дебитовао на међународној сцени 2010. на Европском јуниорском првенству у Хелсинкију, где је као члан француских штафета на 4×100 и 4×200 слободно освојио титуле континенталног првака, док је трку на 50 метара слободним стилом завршио са освојеном бронзаном медаљом. 
У сениорској конкуренцији је дебитовао 2013. на Европском првенству у малим базенима у Хернингу, где му је најбољи резултат било четврто место у финалу трке штафета на 4×50 метара слбоодним стилом. Већ наредне године освојио је и прве медаље у сениорској конкуренцији, злато и бронзу на Европском првенству у Берлину и по једно злато, сребро и бронзу на Светском првенству у малим базенима у Дохи. 
Први наступ на светским првенствима је имао у Казању 2015, а прва дисциплина у којој је наступио је била квалификациона трка штафета на 4×100 слободно, коју је француски тим завршио на четвртом месту и пласирао се у финале. У финалу су Французи освојили прво место, а иако Мињон није пливао у тој трци додељена му је златна медаља јер је учествовао у квалификацијама.  
Захваљујући одличним наступима на Европском првенству у Лондону 2016. где је освојио титулу континенталног првака у трци на 4×100 слободно (заједно са Мејнаром, Манодуом и Жилоом), Мињон је успео да се квалификује за наступ на Олимпијским играма које су, нешто више од два месеца касније, одржане у Рију. У Рију је Мињон остварио велики успех као члан штафете на 4×100 слободно која је у финалу испливала укупно друго време, освојивши тако срербну олимпијску медаљу (Мињон је пливао само у квалификацијама). 
Други наступ на светским првенствима у великим базенима је имао у корејском Квангџуу 2019. где је учествовао у три трке. Једину појединачну трку у којој је учествовао, ону на 100 слободно, завршио је на седмом месту у финалу, док је у штафетним тркама на 4×100 слободно микс и 4×100 слободно заузео треће, односно осмо место у финалу.